# Rully (Saône-et-Loire)
Rully település Franciaországban, Saône-et-Loire megyében. Lakosainak száma 1581 fő (2022. január 1.). Rully Chagny, Aluze, Bouzeron, Chassey-le-Camp, Fontaines és Mercurey községekkel határos.

## Népesség
A település népessége az elmúlt években az alábbi módon változott:
| Lakosok száma | 1579 | 1564 | 1592 | 1554 | 1551 | 1557 | 1551 | 1558 | 1581 |
|               | 2012 | 2015 | 2016 | 2017 | 2018 | 2019 | 2020 | 2021 | 2022 |